# Meander (ornament)
För andra betydelser, se Meander (olika betydelser).

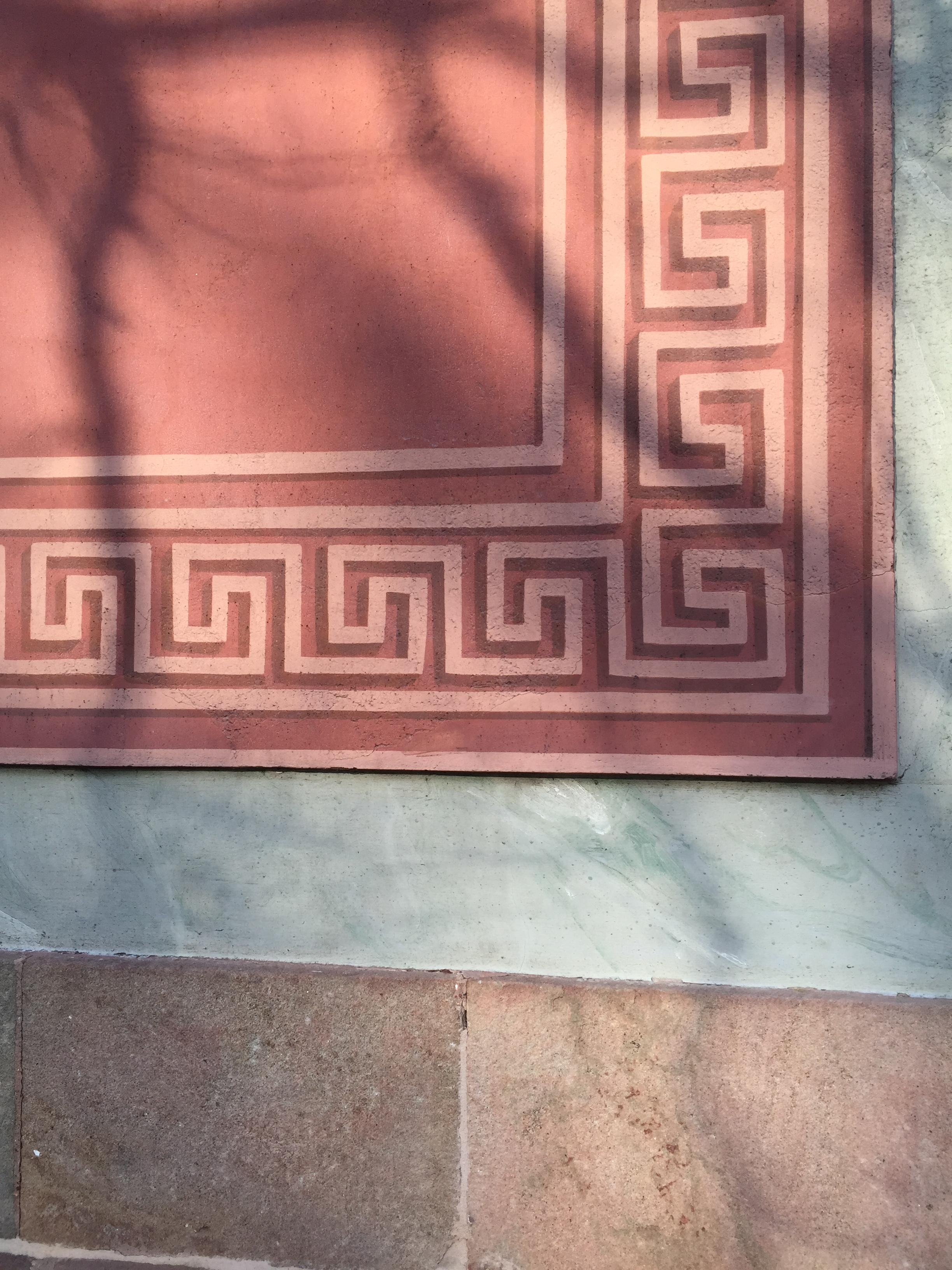
Meanderbård på Kina Slott, 2015

Meander är inom konst och arkitektur en typ av dekorativ ornamentering bestående av linjer med upprepade geometriska vindlingar. Det kan också beskrivas som en bård  bestående av fram- och tillbakaslingrande flätningar. I den tidiga grekiska konsten användes ornamentet som fristående bekröning. Det kallas även à la grecque (franska för på grekiskt vis).
Ornamenteringen har sitt namn efter den slingrande floden Menderes i västra Turkiet, antikens Maiandros (latin Mæander). 